# Simon Karetnik
Simon Mikytovič Karetnik (ukrajinsky Семен Мики́тович Каретник, 1893 Huljajpole – 26. listopadu 1920 Melitopol) byl jeden z nejchudších rolníků v Huljajpoli a od roku 1907 anarchista. Byl velitel Ukrajinské revoluční povstalecké armády a v roce 1920 často nahrazoval Nestora Machna v pozici vrchního elitele Černé armády.
Vedl jednotky, které porazily Bílou armádu generála Pyotra Wrangela na Krymu 13. a 14. listopadu 1920, díky čemuž se armáda mohla přesunout do Simferopolu.
26. listopadu 1920 byl společně s Petrem Gavrilenkem uvězněn v Melitopoli bolševickými jednotkami Michaila Frunzeho a následně popraven.